# Tomáš Plch
Tomáš Plch (13. prosince 1890, Majdalena - 6. listopadu 1942, Berlín, Věznice Plötzensee) byl za první světové války příslušníkem československých legií v Rusku. Po návratu z Vladivostoku do Československa se stal vojákem z povolání. Ve vyšších důstojnických hodnostech prošel mnoha různými funkcemi v prvorepublikové československé armádě. Po vypuknutí druhé světové války se zapojil (jako bývalý plukovník generálního štábu) do práce v domácím odboji - v ilegální vojenské organizaci Obrana národa (ON). Byl spoluorganizátorem Oblastního velitelství ON Velká Praha a předurčený velitel Vinohradské brigády ON. Po zatčení gestapem (4. června 1941) byl vězněn, krutě vyslýchán a nakonec berlínským lidovým soudem odsouzen (za velezradu a napomáhání nepříteli) k trestu smrti gilotinou. Byl popraven 6. listopadu 1942 v Berlíně, ve věznici Plötzensee. Po skončení druhé světové války byl posmrtně povýšen do hodnosti brigádního generála a vyznamenán (in memoriam) Československým válečným křížem 1939.

## Životopis

### Mládí, studia, vojenská služba a první zaměstnání (1890–1914)
Tomáš Plch se narodil 13. prosince 1890 v obci Svatá Majdalena  u Třeboně (v domku čp. 16) v rodině nádeníka Jana Plcha a jeho manželky Anny Plchové (rozené Květoňové).  Jeho otec se později stal strážníkem státní dráhy v Suchdole nad Lužnicí, kam se rodina také přestěhovala. Po obecné škole následovalo středoškolské osmileté studium (na českém státním vyšším gymnáziu v Třeboni) (1903 - 1911) zakončené maturitní zkouškou (7. července 1911). Ještě téhož roku koncem září (29. září 1911) byl Tomáš Plch u odvodové komise (u doplňovacího okresního velitelství v Jindřichově Hradci) odveden a za dva dny (1. října 1911) již jako jednoroční dobrovolník nastoupil vojenskou službu u c. k. pěšího pluku číslo 75 v Jindřichově Hradci. Po základním výcviku (ještě v roce 1911) v Jindřichově Hradci byl Tomáš Plch na přelomu let 1911 / 1912 odvelen do rakouského Salcburku ke studiu na škole pro důstojníky pěchoty v záloze. Po skončení prezenční vojenské služby a návratu do civilního života nastoupil Tomáš Plch (dnem 1. října 1912) do zaměstnání (jako úředník) na městském úřadě v Suchdole nad Lužnicí. Zde Tomáš Plch pracoval až do léta roku 1914.

### V první světové válce, v zajetí a v legiích (1914–1920)

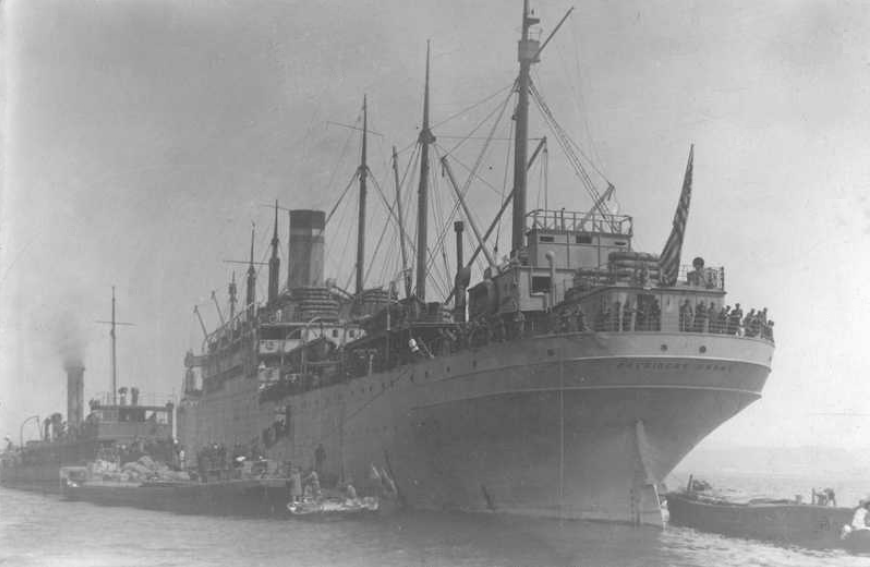
Americká loď S.S. President Grant

Po vypuknutí první světové války (28. července 1914) byl Tomáš Plch (26. srpna 1914) v rámci mobilizace povolán ke svému kmenovému pluku (75. pěší pluk). S tímto plukem byl následně odvelen jako velitel čety na ruskou frontu. Dne 11. listopadu 1914 byl povýšen do hodnosti podporučíka. Při jednom z těžkých bojů byl Tomáš Plch dne 18. listopadu 1914 blízko Krakova zraněn (holeň levé nohy). Několik týdnů strávil v nemocničním ošetřování, ale toto zranění se obešlo bez trvalých následků. Jako podporučík v záloze se na jaře roku 1915 opět vrátil na ruskou frontu. Dne 23. června 1915 byl v bojích opět raněn (do pravého stehna) a zároveň téhož dne padl (St. Martinovka) do ruského zajetí. Zranění si vyžádalo delší ošetřování ve vězeňské nemocnici a pak následovala (až do 22. srpna 1917) internace v ruských zajateckých táborech. (Nejprve prošel zajateckým táborem Romanov v jaroslavské gubernii, pak následoval tábor Kostrom a nakonec to byl zajatecký tábor Galica v kostromské gubernii.) V tom posledním (Halič Kostromská gubernie) si Tomáš Plch dne 1. července 1917 podal přihlášku do československých legií v Rusku. Dnem 23. srpna 1917 byl prezentován jako střelec u 7. československého střeleckého pluku (v té době působil u pluku i Plchův budoucí kolega v protiněmeckém odboji – Tomáš Berka), ale vzápětí byl odeslán (jako frekventant) do důstojnického kurzu u 5. československého střeleckého pluku v Borispolu. Po absolvování důstojnického kurzu byl Tomáš Plch převelen k 7. československému střeleckému pluku, kde nejprve zastával funkci velitele čety a později pak působil jako velitel plukovní poddůstojnické školy. Dne 4. října 1917 byl Tomáš Plch povýšen na poručíka.
Jako osobní pobočník kapitána Eduarda Kadlece se účastnil bojů proti bolševikům. U Východní skupiny generála Radola Gajdy působil (od června 1918 do února 1919) Tomáš Plch ve funkci staršího pobočníka štábu skupiny. Do hodnosti kapitána byl povýšen ke dni 17. srpna 1918.
Další úkoly a funkce v československých legiích na Rusi následovaly:
- Od 3. února 1919 do 13. července 1919 sloužil Tomáš Plch u 2. československé střelecké divize ve funkci pomocníka náčelníka štábu (později jako náčelník štábu divize);[2]
- Od 14. července 1919 pracoval jako zatímní zástupce náčelníka inspektorského oddělení "děžurného generála" štábu Československého vojska na Rusi;[2]
- Od 15. září 1919 do 6. června 1920 působil Tomáš Plch jako náčelník osobního oddělení ve štábu "děžurného generála". Tuto funkci pak vykonával až do svého návratu (červen 1920) do Československa.[2]

Dne 1. ledna 1920 byl Tomáš Plch povýšen do hodnosti majora ruských legií. Ve Vladivostoku se dne 22. dubna 1920 nalodil na transportní loď President Grant. Jednalo se v pořadí o 23. transport, který dorazil do Terstu 12. června 1920. Z řad příslušníků československých legií byl Tomáš Plch formálně vyřazen k 20. červnu 1920.

### Zpátky ve vlasti, vojenská kariéra (1920–1929)
Do svobodného Československa se Tomáš Plch vrátil 16. června 1920. Následovala repatriační dovolená a nástup (18. září 1920) do služby u Ministerstva národní obrany (MNO) v Praze. Tady Tomáš Plch zastával funkci referenta ruské legie. Dne 18. října 1920 se stal major Tomáš Plch důstojníkem z povolání a následně pak 13. listopadu 1920 byl aktivován jako důstojník pěchoty z povolání. U vojenské kanceláře prezidenta republiky (VKPR) v Praze pracoval téměř jeden celý rok (v období od 19. listopadu 1921 do 3. listopadu 1922). Od 4. listopadu 1922 do 30. září 1924 studoval Tomáš Plch, stejně jako mnozí další důstojníci, na pražské Válečné škole. Studoval zde nejprve jako hospitant I. ročníku a poté již jako řádný posluchač jejího II. ročníku. Od 1. října roku 1924 byl (v hodnosti majora) přeložen do skupiny důstojníků generálního štábu a opět nějaký čas (již jako major generálního štábu) působil u vojenské kanceláře prezidenta republiky (VKPR) v Praze. Roky následující byly ve znamení dvou kurzů:
- v roce 1926 to byl telegrafní kurz v Kutné Hoře a
- v roce 1927 pak automobilní kurz ve Čtyřech Dvorech (součást Českých Budějovic)

Do hodnosti podplukovníka byl Tomáš Plch povýšen k 14. prosinci 1927. V období od 1. srpna 1929 do 31. srpna 1929 pobýval Tomáš Plch v zahraničí na „zkušené“ u štábu 2. armády v severofrancouzském městě Amiens.

### Vojenská kariéra (1930–1938)

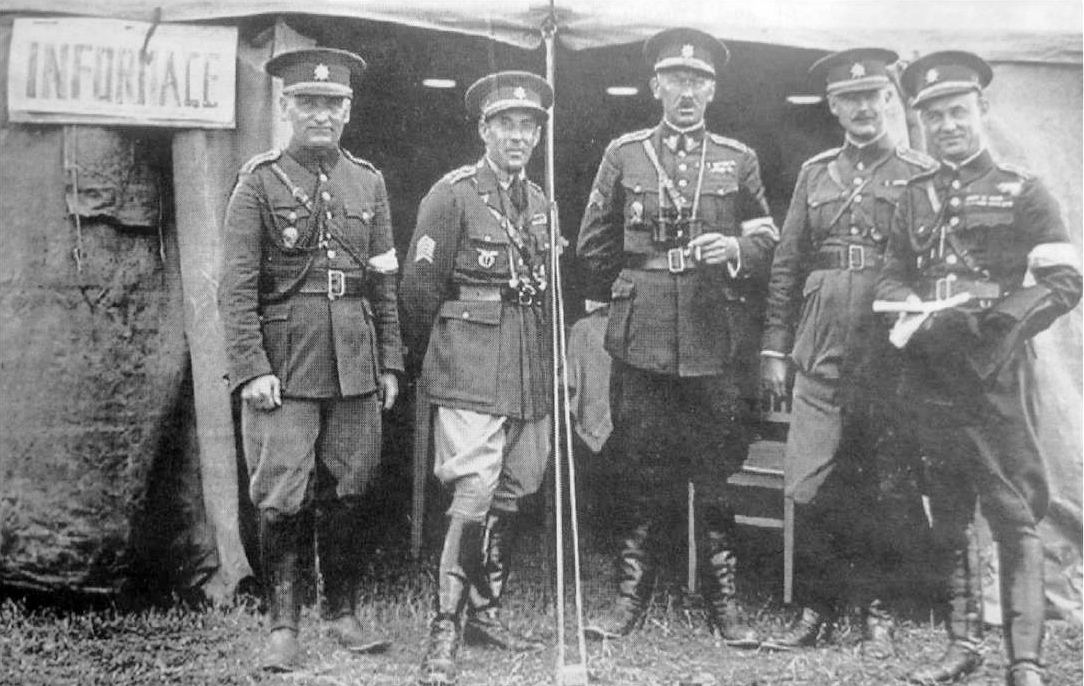
Plukovník generálního štábu Tomáš Plch stojící uprostřed skupinky. Snímek z 30. let dvacátého století pochází z vojenských manévrů československé armády.

Kariéra Tomáše Plcha ve třicátých letech dvacátého století byla poznamenána rychlým střídáním míst působení a vojenských funkcí:
- V období od 1. listopadu 1929 do 14. října 1932 byl zatímním velitelem hraničářského praporu 6 v Domažlicích.[2]
- Dne 30. června 1933 byl přeložen ze skupiny důstojníků generálního štábu do skupiny důstojníků pěšího vojska.[2]
- Od 15. října 1932 do 15. srpna 1934 vykonával funkci zatímního velitele u hraničářského praporu 5 v Chebu.[2]
- Řádným profesorem taktiky pěchoty v "Kurzu pro velitele vojskových těles a oddílů" se Tomáš Plch stal od 16. srpna 1934.[2]
- Ke dni 1. lednu 1935 byl povýšen do hodnosti plukovníka.[2]
- Funkci velitele pěšího pluku 39 v Bratislavě zastával v období od 30. listopadu 1936 do 2. ledna 1938.[2]
- První polovinu roku 1938 (od 3. ledna 1938 do 30. června 1938) věnoval Tomáš Plch studiu "Kurzu pro vyšší velitele" v Praze, po kterém následovala jednoměsíční letní dovolená.[2]
- Od 1. srpna 1938 sloužil Tomáš Plch v Praze u I. sboru ve funkci přiděleného důstojníka. Byl k dispozici veliteli sboru pro mimořádné práce na obraně státu.[2]
- Za branné pohotovosti státu Tomáš Plch zastával (od. 24. září 1938 do 12. listopadu 1938) v rámci svého mobilizačního zařazení funkci zástupce velitele (brigádního generála Karla Václava Petříka) 1. skupiny v Rakovníku a později (po dislokaci skupiny) na Kladně.[2]
- Zpráva o okupaci okleštěné části Československa zastihla Tomáše Plcha na velitelství I. sboru v Praze.[2]

### Druhá světová válka a protiněmecký odboj
Po likvidaci československé branné moci v létě (resp. v první polovině) roku 1939 nastoupil Tomáš Plch jako zemský vrchní ředitel v Archivu země České v Praze. Tou dobou byl již ale zapojen v protiněmeckém odboji v rámci vojenské ilegální organizace Obrana národa (ON).
K jeho nejbližším spolupracovníkům patřili v té době nejen bratři Tomáš Berka a Miloslav Berka s jejich švagrem podplukovníkem Jaroslavem Hrabovským, ale také další odbojáři - bývalí příslušníci československých legií v Rusku. Vršovice, Nusle, Michle, Pankrác, Podolí, Braník - pražské čtvrtě, kde se bývalý plukovník Tomáš Plch podílel na plnění úkolů souvisejících s výstavbou podzemních vojenských jednotek. Prostřednictvím Tomáše Plcha se na pražskou odnož Obrany národa napojil i jeho přítel, bývalý plukovník generálního štábu Jaroslav Konečný.
Hlavním posláním domácího odboje byla zpravodajská činnost a příprava povstání proti okupační moci. Získávání informací o stavu německých jednotek, tolik potřebné zbraně, finance pro potřeby krytí odboje, to byl podstatné úkoly, kterými se bývalí důstojníci v řadách odboje zaměstnávali. Schůzky, kde se plánovalo povstání, se odehrávaly na různých místech v Praze. Také v pražské kavárně Waldek (Waldeck). Zde se Tomáš Plch několikrát sešel s čelnými představiteli domácího odboje, zde dostal i úkol zbudování vinohradské brigády.
Po vzniku Oblastního velitelství Obrany národa - Velká Praha spolupracoval s jeho velitelem - divizním generálem Bedřichem Homolou. Tomáš Plch se podílel na vzniku Krajského velitelství ON Praha - jihovýchod. Byl pověřen svým velitelem (plukovníkem pěchoty Miloslavem Berkou) vybudovat v Praze na Vinohradech brigádu. Ta měla být složena ze dvou rámcových pluků a Tomáš Plch měl být velitelem této vinohradské brigády. Ani tato ilegální organizace (ON) nebyla ušetřena toho, že se do řad jejich členů podařilo proniknout konfidentům. Po rozsáhlém zatýkání v červnu roku 1941 byla struktura ilegální organizace zásahem německých represivních složek (gestapo) rozbita.

### Zatčení, věznění, výslechy, odsouzení,...

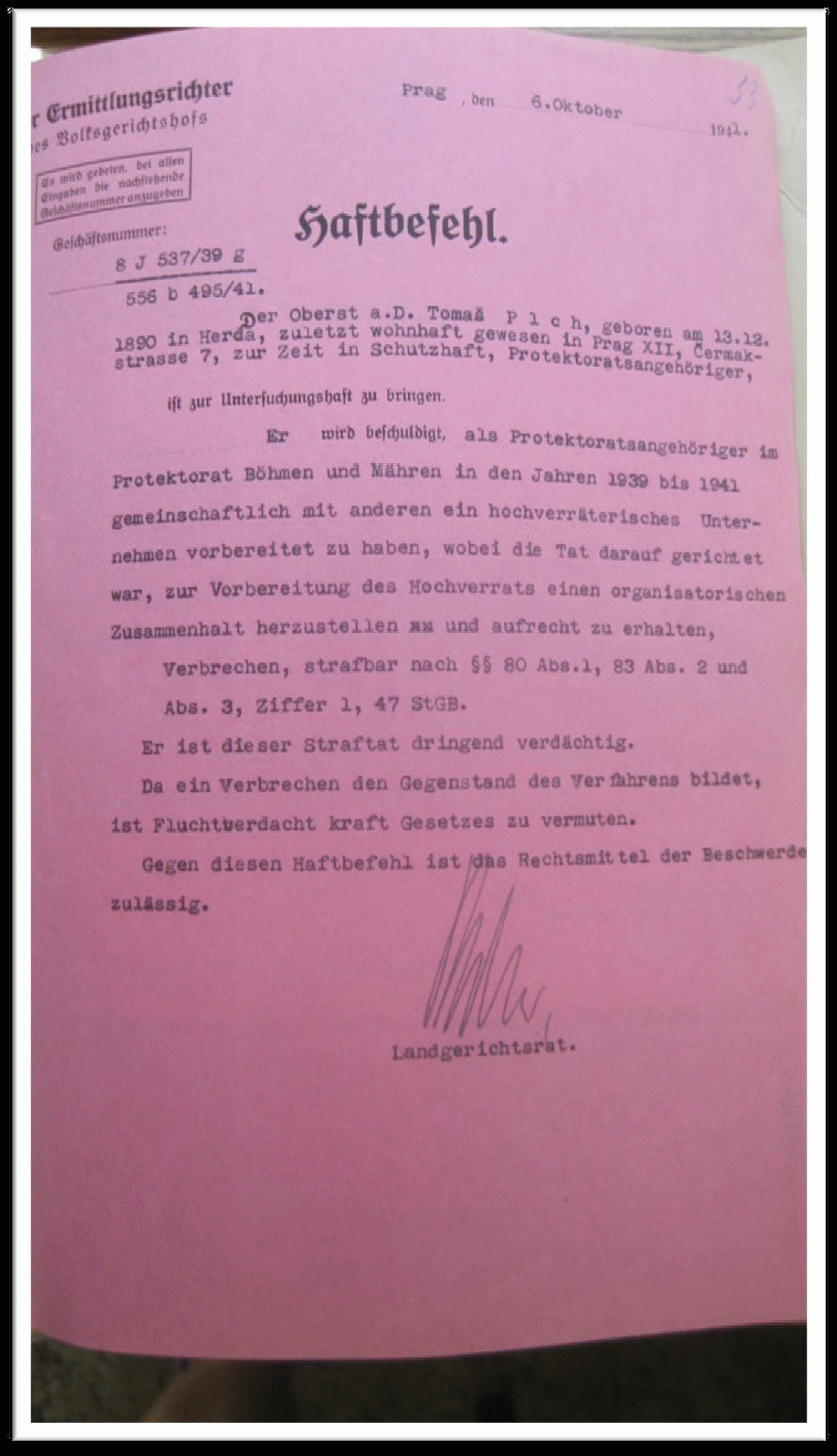
Německy psaný zatykač na Tomáše Plcha ze dne 6. října 1941.

Tomáš Plch byl zatčen 4. června 1941 v odpoledních hodinách. V následujících týdnech byl vězněn a za použití krutých metod vyslýchán v Petschkově paláci. Celkem prodělal 47 výslechů a navzdory krutému mučení nikoho ze svých spolupracovníků v odboji neprozradil. V samovazbě na Pankráci byl držen až do 15. září 1941, pak byl přesunut do káznice Gollnow u Štětína. Odtud byl 10. července 1942 převezen do věznice Alt-Moabit v Berlíně. Tady čekal na soudní proces. Dne 3. srpna 1942 od 9:00 hodin bylo zahájeno soudní řízení. Na něm byl Tomáš Plch odsouzen před senátem berlínského lidového soudu (Volksgeritch) za zločiny velezrady a napomáhání nepříteli k trestu smrti. Spolu s Tomášem Plchem byli k témuž trestu odsouzeni i jeho spolupracovníci v odboji:
- plukovník pěchoty František Smejkal,[2]
- podplukovník pěchoty Václav Král[2] a
- štábní kapitán pěchoty Karel Řihák.[2]

Den po vynesení rozsudku (4. srpna 1942) byli Tomáš Plch a s ním odsouzení spolupracovníci převezeni policejním autobusem do věznice v Berlíně-Plötzensee. Tady čekali na vykonání rozsudku. Družka Marie Pěkná (pokud to jen bylo možné) posílala svému druhu čisté prádlo, ponožky, léky a další potřebné věci, které vězeňská cenzura povolila. Poslední šancí odvrátit absolutní trest byla žádost o milost. Podal si ji jak Tomáš Plch, tak i jeho družka Marie Pěkná, ale obě žádosti byly německými úřady zamítnuty.
Plukovník pěchoty Tomáš Plch byl sťat gilotinou (tzv. sekerou) dne 6. listopadu 1942.

## Dovětek
Jeho družka Marie Pěkná byla také zatčena gestapem a několikrát vyslýchána. Po propuštění věnovala všechny svoje finanční prostředky jakož i majetek na záchranu svého druha - Tomáše Plcha. Z následků výslechů na gestapu se pak musela dlouhodobě léčit.

## Po válce
Po skončení druhé světové války byl (in memoriam) povýšen do hodnosti brigádního generála. Také byl posmrtně vyznamenán Československým válečným křížem 1939.

## Vyznamenání
- Československý válečný kříž 1914–1918[2]
- československý řád Milana Rastislava Štefánika Sokol s meči[2]
- Československá revoluční medaile[2]
- Československá medaile Vítězství[2]
- Řád čestné legie, rytíř[2]
- Válečný kříž s palmovou ratolestí[2]
- Palma akademie[2]
- Řád svatého Stanislava, II. stupně s meči[2]
- Po osvobození Československé republiky obdržel (in memoriam) Československý válečný kříž 1939[2]

## Pomník důstojníků generálního štábu, obětí z let 1939 - 1945

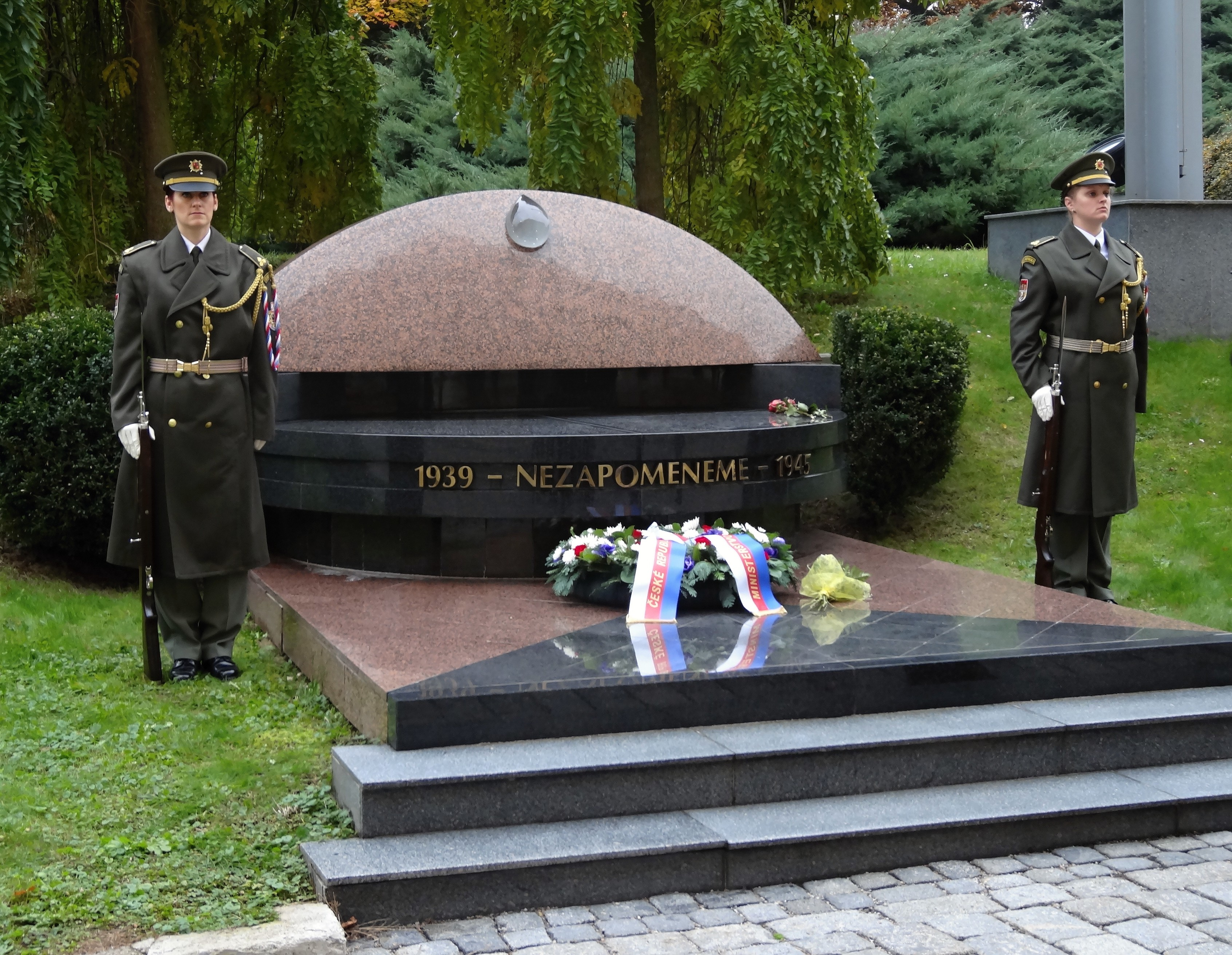
Pomník důstojníků GŠ
(obětí z let 1939 - 1945)

Pomník padlým a popraveným absolventům Vysoké školy válečné před sídlem Ministerstva obrany ČR (Tychonova 270/2 Praha 6; GPS souřadnice: 50°05′40″ s. š., 14°24′03″ v. d. ) se nachází na prostranství uvnitř objektu MO (není veřejně přístupný). Pomník byl slavnostně odhalen 11. listopadu 2004 a jeho autorem je akademický sochař Peter Nižňanský. V textu je uvedeno: "PAMÁTCE DŮSTOJNÍKŮ GENERÁLNÍHO ŠTÁBU, ABSOLVENTŮ VYSOKÉ ŠKOLY VÁLEČNÉ, KTEŘÍ POLOŽILI SVÉ ŽIVOTY V LETECH 1939-1945", následuje výpis jmen .... BRIG.GEN. TOMÁŠ PLCH 1890-1942 ....